# Michel Breuer
Michel Breuer (ur. 25 maja 1980 w Goudzie) – holenderski piłkarz występujący na pozycji obrońcy.

## Kariera klubowa
Breuer zawodową karierę rozpoczynał w 1998 roku w Excelsiorze. W debiutanckim sezonie zajął z nim szóste miejsce w rozgrywkach Eerste Divisie. Podczas rozgrywek 1999/2000 Excelsior w końcowej tabeli uplasował się na czwartej pozycji, a w sezonie 2000/2001 zajął w drugiej lidze drugie miejsce. Tę samą pozycję klub zajął podczas sezonu 2001/2002, jednak wówczas dzięki wygraniu baraży awansował do Eredivisie. W najwyższej klasie rozgrywek w kraju Breuer zadebiutował 17 sierpnia 2002 roku podczas przegranego 0:2 spotkania z PSV Eindhoven. Sezon 2002/2003 Excelsior zakończył na siedemnastej lokacie i przez przegranie baraży spadł do Eerste Divisie. W drugiej lidze Breuer w 31 meczach zdobył osiem goli i był jednym z najlepszych strzelców swojego zespołu.
Latem 2004 roku Breuer podpisał kontrakt z SC Heerenveen. Ligowy debiut w barwach nowej drużyny zanotował 3 października podczas zwycięskiego 1:0 pojedynku z ADO Den Haag. 7 maja 2005 roku holenderski obrońca strzelił oba gole dla swojego zespołu w zremisowanym 2:2 meczu przeciwko Willem II Tilburg, a 22 maja zdobył zwycięską bramkę na 2:1 w pojedynku z NEC Nijmegen. W debiutanckim sezonie Breuer wystąpił w 20 spotkaniach Eredivisie, a Heerenveen uplasowało się w końcowej tabeli na piątej pozycji. W sezonie 2005/2006 Holender już na stałe wywalczył sobie miejsce w podstawowej jedenastce "Dumy Fryzji" i zanotował w lidze 30 występów. W sezonie 2006/2007 Heerenveen zakończyło ligowe rozgrywki na piątej pozycji, tę samą lokatę zajęło również w sezonie 2007/2008. Od początku rozgrywek 2008/2009 holenderski gracz w linii obrony swojego sezonu występował najczęściej z takimi zawodnikami jak Kristian Bak Nielsen, Michael Dingsdag, Goran Popow oraz Calvin Jong-a-Pin. Zawodnikiem Heerenveen był do 2012 roku.
Następnie występował w NEC Nijmegen, a także w Sparcie Rotterdam, w barwach której w 2018 roku zakończył karierę.
W Eredivisie rozegrał 343 spotkania i zdobył 12 bramek.